# Gare de Guillerval
Gare de Guillerval – przystanek kolejowy w Guillerval, w departamencie Essonne, w regionie Île-de-France, we Francji.
Jest przystankiem Société nationale des chemins de fer français (SNCF), obsługiwanym przez pociągi TER Centre-Val de Loire.

## Położenie
Znajduje się na km 66,205 linii Paryż – Bordeaux, pomiędzy stacjami Étampes i Monnerville, na wysokości 143 m n.p.m.

## Linie kolejowe
- Paryż – Bordeaux